# Vaughn Dunbar
Vaughn Allen Dunbar (Fort Wayne, 4 settembre 1968) è un ex giocatore di football americano statunitense che ha giocato nel ruolo di running back nella National Football League (NFL). Al college giocò a football alla Indiana University

## Carriera
Dunbar fu scelto come 19º assoluto nel Draft NFL 1992 dai New Orleans Saints. Vi giocò fino all'inizio della stagione 1995, dopo di che passò ai neonati Jacksonville Jaguars con cui chiuse l'annata e la sua esperienza nella NFL. Tornò brevemente in campo nel 2001 con i San Francisco Demons della X Football League, disputando come titolare le prime quattro partite della stagione.

## Palmarès
- PFWA All-Rookie Team - 1992

## Statistiche
| Yard corse         | 935 |
| Touchdown su corsa | 5   |